# Anna Tiuttjeva
Anna Feodorovna Tiuttjeva, född 21 april (3 maj) 1829 i München, död 11 (23) augusti 1889, var en rysk hovfunktionär, slavofil och memoarskrivare.

## Biografi
Anna Tiuttjev var äldsta dotter till Fjodor Tiuttjev och Eleanor Peterson Feodorovna (1800–1838). Hon föddes under den tid hennes föräldrar bodde i Tyskland, och gick i Münchens kungliga skola: hon besökte inte Ryssland förrän vid arton års ålder. Hon bodde därefter på sin fars herrgård Ovstug i Orjolprovinsen under de följande fem åren.
På grund av sin dåliga ekonomi ansökte hennes far om att hon skulle få en anställning som hovfröken, och 1853 utnämndes hon till hovfröken hos kronprinsessan, Maria Alexandrovna. Kronprinsessan godkände hennes utnämning då hon enligt uppgift gärna ville ha en allvarlig och icke attraktiv person på den posten i sitt hov, men Maria kom snart att tycka uppriktigt om Anna Tiuttjev. Hon beskrivs som intelligent, uppmärksam och oberoende, och som europeiskt bildad men samtidigt rysk patriot fick hon också förtroendet att undervisa de yngre av de kejserliga barnen.
Anna Tiuttjevs plats vid hovet gjorde henne till en offentlig person. Hon blev en kontroversiell person vid tsarhovet, där hennes raka sätt att försvara sina åsikter ogillades och hennes sympatier för slavofilerna gjorde henne misstänkt och anklagad för att ha dålig karaktär. Enligt greve Sergej Dmitrievitj Sheremetev förlorade hon så småningom sin ställning vid hovet på grund av sitt sätt att skapa konflikter genom sin kritik: "Hon spelade rollen av att yttra kritik och få de flesta att tröttna på varandra. Lite i taget förlorade hon sin betydelse allteftersom den ökade hos hennes konkurrenter, främst Maltsova Anastasia Nikolaevna. Hovet blev outhärdligt och hon gifte sig."
Tiuttjev avslutade sin hovkarriär efter tretton år genom sitt äktenskap med Ivan Aksakov 1866. Deras relation beskrivs som lycklig, och hon som hans trogna följeslagare och hjälpare.
Anna Tiuttjev är främst känd för sin dagbok, som hon förde mellan 1853 och 1882, och som hon på Aksakovs inrådan bearbetade till memoarer. Hennes litterära talang och iakttagelseförmåga beskrivs som skarp och hennes memoarer anses teckna ett värdefullt porträtt av den ryska aristokratiska eliten vid mitten av 1800-talet, under en tid som kallas en brytningspunkt mellan två epoker.